# Cyphochilus rivularis
Cyphochilus rivularis är en orkidéart som beskrevs av Rudolf Schlechter. Cyphochilus rivularis ingår i släktet Cyphochilus, och familjen orkidéer. Inga underarter finns listade i Catalogue of Life.